# Бајка о боксеру
Бајка о боксеру (енгл. Cinderella Man) је америчка филмска драма из 2005. године, која је рађена по истинитој причи о америчком боксеру Џејмсу Џ. Бредоку. Филм је режирао Рон Хауард, док главне улоге играју: Расел Кроу, Рене Зелвегер и Пол Џијамати.

## Радња
Радња ове историјске драме, засноване на истинитом догађају, смештена је у 1920. годину, када је Џејмс Бредок био млада нада професионалног бокса.
Био је снажан, имао је духа и био је издржљив. Али озбиљна повреда главе и пораз од шампиона Томија Луграна била је прекретнице после које је, у доба велике депресије, Џејмсова каријера кренула низбрдо. Због тога он је приморан да ради као лучки радник у Њујорку за понижавајуће дневнице јер је то једини начин да издржава супругу Меј и њихово троје деце.
У очајничком покушају да заради више новца, Бредок се обраћа бившем тренеру и менаџеру Џоу Гулду, који изненађујуће брзо успева да организује меч против Џона Грифина у Медисон сквер гардену. Док сви мисле да је Бредок изашао из форме и да је престар, те да су му због тога шансе да победи врло мале, он ипак успева да порази Грифина, али и све остале противнике захваљујући снажном ударцу левом руком који је постао све убитачнији током година вежбе на доковима.
У време када је Америка имала очајничку потребу за добрим вестима, прича о Бредоковом изненађујућем повратку и успеху постала је омиљена вест свим радницима и незапосленима. Зато и не чуди што је 1935. године, када се одиграо меч са Максом Бером, шампионом у тешкој категорији, имао подршку готово целе Америке. Тај меч је и буквално и фигуративно био борба његовог живота.

## Улоге
| Глумац         | Улога           |
| -------------- | --------------- |
| Расел Кроу     | Џејмс Џ. Бредок |
| Рене Зелвегер  | Меј Бредок      |
| Пол Џијамати   | Џо Гулд         |
| Крејг Бирко    | Макс Бер        |
| Педи Консидајн | Мајк Вилсон     |
| Брус Макгил    | Џими Џонстон    |